# Cerro Zapaleri
Cerro Zapaleri é um vulcão extinto cujo cume sul é o ponto de tríplice fronteira entre Argentina, Bolívia e Chile. Do lado boliviano a região é preservada pela Reserva nacional de fauna andina Eduardo Avaroa.